# Anaspis palpalis
Anaspis palpalis là một loài bọ cánh cứng trong họ Scraptiidae. Loài này được Gerhardt miêu tả khoa học năm 1876.